# エドワード・ダンロイター

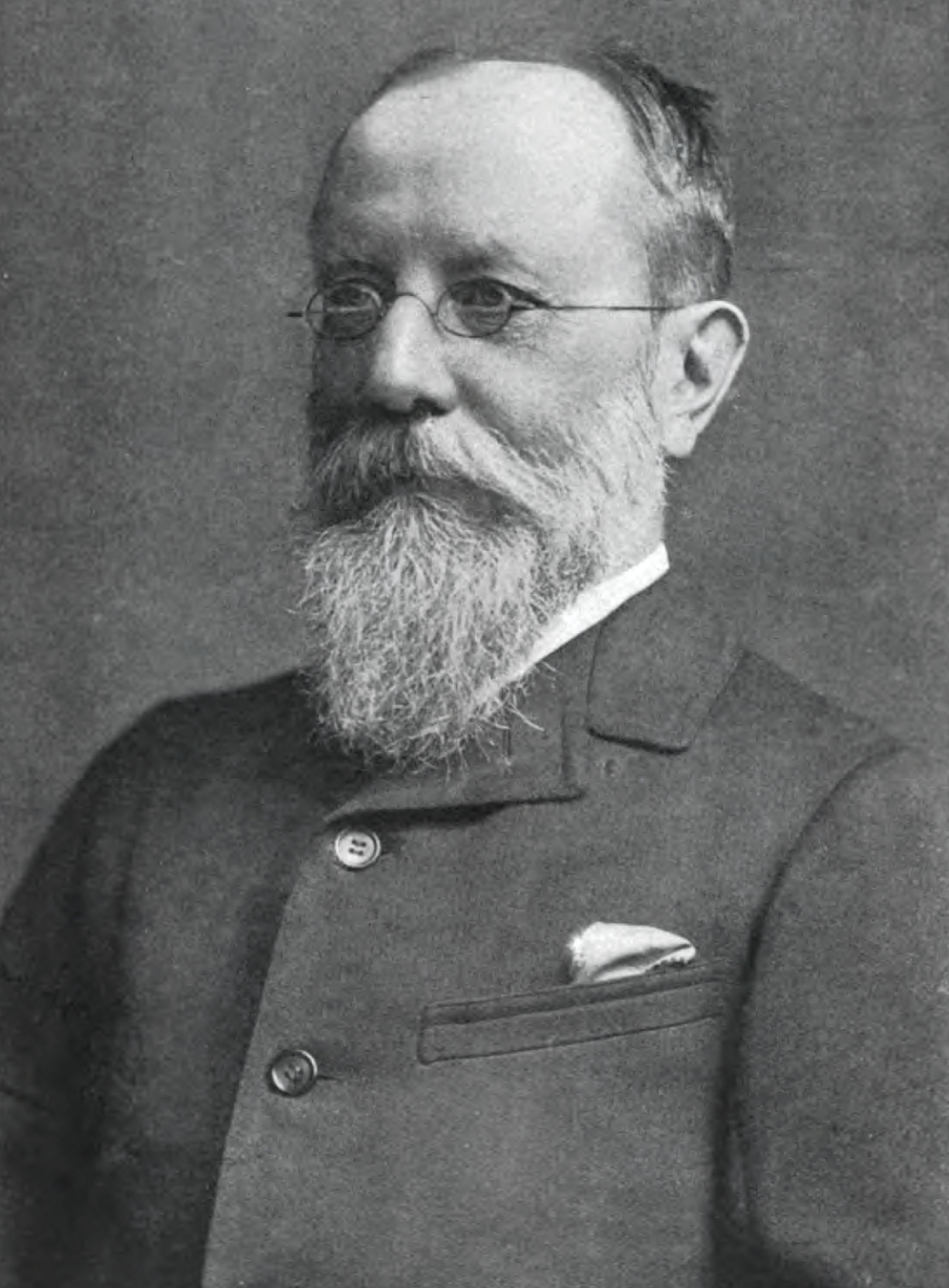
エドワード・ダンロイタ, 1898

エドワード・ダンロイター（Edward Dannreuther, 1844年11月4日 - 1905年2月12日）は、ドイツ出身でイギリスで活動したピアニスト、音楽関係の作家である。
ストラスブールに生まれ、ライプツィヒ音楽院でイグナーツ・モシェレス、モーリッツ・ハウプトマンおよびエルンスト・フリードリヒ・リヒターの教えを受け、音楽家として修業を積んだのち、1863年からはイングランドに居を構えた。リヒャルト・ワーグナーに精通しており、ドイツ・マンハイムで1871年に創立されたワーグナー協会（International Association of Wagner Societies, ワーグナー音楽の普及に努めるNPOで、若手音楽家の支援やバイロイト音楽祭への協力も行っている）のロンドン支部を1872年に設立している。
1895年に王立音楽大学のピアノ科教授に就任し、そこで生涯にわたって教鞭を執った。イースト・サセックスのヘイスティングスにて没。
新しい音楽に熱心であった彼は、作曲家ヒューバート・パリーに多大な影響を与えた。彼の家があったロンドン・ウェストミンスターのオーム・スクエア12番地には2005年7月26日に銘板が序幕されている。
彼の息子のヒューバート・エドワード・ダンロイター (Hubert Edward Dannreuther) はイギリス海軍長官であり、戦艦インヴィンシブル沈没事故の6人の生還者の一人である。